# Saint-Laurent-des-Vignes

Saint-Laurent-des-Vignes este o comună în departamentul Dordogne din sud-vestul Franței. În 2009 avea o populație de 780 de locuitori.

## Evoluția populației
| An        | 1975 | 1982 | 1990 | 1999 | 2006 | 2009 |
| --------- | ---- | ---- | ---- | ---- | ---- | ---- |
| Populație | 531  | 603  | 709  | 732  | 732  | 780  |